# Cratere Aurelia
Aurelia  è un cratere sulla superficie di Venere.